# Sarah J. Bartholomew
Sarah J. Bartholomew (* 22. November 1991) ist eine US-amerikanische Theater- und Filmschauspielerin, Synchronsprecherin, Sängerin und Tänzerin.

## Leben
Bartholomew wuchs mit zwei Brüdern auf. Gemeinsam mit einem ihrer Brüder spielt sie in der Band Rochelle, Rochelle, dessen Name von der Fernsehserie Seinfeld inspiriert wurde. Sie besuchte die Urdang Academy in London, wo sie Tanzen lernte. Es folgten erste Statistenrollen in Bühnenstücken in London, später übernahm sie größere Rollen in US-amerikanischen Theaterproduktionen. Sie gab 2015 ihr Filmschauspieldebüt im Kurzfilm Between the Lines. Es folgten ab 2017 weitere Besetzungen in Kurzfilmen und eine Nebenrolle im B-Movie Alien Convergence. Außerdem übernahm sie eine Episodenrolle in der Fernsehserie Three Days to Live – Jede Stunde zählt und dem Spielfilm Blotched.
2018 lieh sie im Videospiel Life Is Strange 2 dem Charakter Cassidy ihre Stimme. Für ihre Leistungen wurde sie für den British Academy Video Games Awards 2020 in der Kategorie Performer in a Supporting Role nominiert. Außerdem wirkte sie im selben Jahr in der Fernsehserie Venice Beach Blues und einigen Kurzfilmen mit. 2019 folgte eine größere Rolle in dem Katastrophenfilm San Andreas Mega Quake. Sie spielte 2020 in einer Episode der Fernsehserie Murdered by Morning mit und übernahm in drei Spielfilmen jeweils Nebenrollen.

## Filmografie
- 2015: Between the Lines (Kurzfilm)
- 2017: Seance (Kurzfilm)
- 2017: The Secret Admirer (Kurzfilm)
- 2017: Waste (Kurzfilm)
- 2017: Alien Convergence
- 2017: Three Days to Live – Jede Stunde zählt (Three Days to Live) (Fernsehserie, Episode 1x02)
- 2017: Latch (Kurzfilm)
- 2017: Lucy's Raw Eyes (Kurzfilm)
- 2017: Blotched
- 2018: Venice Beach Blues (Fernsehserie)
- 2018: Beverly Hills Ghost
- 2018: A Christmas Dinner (Kurzfilm)
- 2018: Just Another Tuesday (Kurzfilm)
- 2018: June Gloom (Kurzfilm)
- 2019: San Andreas Mega Quake
- 2019: Development (Kurzfilm)
- 2020: Murdered by Morning (Fernsehserie, Episode 1x10)
- 2020: Robot Riot
- 2020: Sweet Taste of Souls
- 2020: Pasture
- 2024: Rent Free

## Theater (Auswahl)
- Young Tanszommer
- David Goo's Monkey Man (Putney)
- Us. Interrupted (Battersea)
- Sins and Virtues
- When We Talk About The Past, What Do We Say?
- Flashmob
- Through the Pages (Redondo Beach)
- Sadie's (Redondo Beach)
- Dream Catchers (1122 Arts Collective)

## Synchronisationen
- 2018: Life Is Strange 2 (Videospiel)